# SR-2希瑟衝鋒槍
SR-2“希瑟”（英語：SR-2“Veresk”，意為：特別研發2型；Veresk，意為：帚石楠，全寫：Специальная Разработка-2）是一款由俄罗斯槍械製造商中央精密工程研究所（俄語：ФГУП «ЦНИИТОЧМАШ»）所研製及生產的冲锋枪，發射9×21毫米“鈍頭蝮蛇”手枪子彈。
其設計目的是讓戰鬥人員在200公尺（218.72码，656.16英尺）以內的近身距離作戰殺傷穿著個人防彈衣的敵人。

## 歷史
在1990年代中期，俄罗斯中央精密工程研究所（俄語：ФГУП «ЦНИИТОЧМАШ»）收到聯邦安全局（FSB）的命令，要求研製一款新型的衝鋒槍、9×21毫米“鈍頭蝮蛇”手枪子彈（SP-10和SP-11，這種子彈也給SR-1「維克多」所使用）和其專用的KP SR-2紅點鏡。在1999年，俄罗斯克利莫夫斯克的中央研究精密機械製造局完成該武器的開發，它被取名為SR-2，代號為“Veresk”（“希瑟”—植物）。這款為特種部隊設計的衝鋒槍有一小部份結構相當複雜，目的是要提高其操作效能。
SR-2“希瑟”被設計為一款緊湊的武器，它可以選用四種彈藥，具有在200公尺（218.72码，656.17英尺）的距離內貫穿敵人穿著的俄羅斯二級防護頭盔和避彈衣（能夠防禦普通的手槍子彈，例如9×19毫米魯格和7.62×25毫米托卡列夫），或是在100公尺（109.36码，328.08英尺）的距離內貫表面裝甲薄弱的車輛。SR-2具有在70公尺（76.55码，229.66英尺）距離內貫穿4毫米鋼板的能力。

## 設計細節
與大多數衝鋒槍不同（一般的衝鋒槍利用反沖作用工作原理），SR-2“希瑟”採用了氣動式工作原理和轉拴式槍栓（通常為突击步枪和現代輕机枪所使用）。這種設計當中有一部分是來自SR-3“旋風”緊湊型突擊步槍。SR-2“希瑟”的外觀類似於烏茲衝鋒槍，其20或30發彈匣安裝在手槍握把以內，但前者即使不使用包絡式槍機亦可令總長度大幅下降，重量分佈更加平衡。其機匣的兩側各有一個AK樣式的控制桿：右側的是保險開關，左側的是射擊模式選擇器。拉機柄位於右側，採用向上折疊式設計，並且被固定到槍栓機框，所以會在射擊的過程隨機框一同復進。SR-2的機匣頂部設有用於安裝其專用KP SR-2紅點鏡（與AK樣式的側式瞄準鏡導軌不同）的接口。該武器具有一個金屬製向上折疊式槍托。
改進版本SR-2M的護木下還裝有前端手槍握把，前握把前方具有一個向下凸起的小型擋塊，可防止在黑暗環境下使用時手指意外地伸到槍管前方而受傷（類似於HK MP5K、PP-2000、KRISS Vector所使用的前握把佈局）。即使裝上了KP SR-2紅點鏡，SR-2M的槍托仍然可以完全上翻式折疊。

## 彈藥
SR-2“希瑟”發射專用的9×21毫米“鈍頭蝮蛇”手枪子彈，全彈總長度為32.7毫米（1.29英吋）。
- SP-10（俄語：СП-10；7N29）：淬火钢芯子彈，增加對避彈衣的貫穿力[1]
- SP-11（俄語：СП-11；7N28）：標準型铅芯全金屬被甲子彈
- SP-12（俄語：СП-12）：擴張型子彈，增加對人形目標的制止力，亦減少了跳彈的危險
- SP-13（俄語：СП-13；7BTZ）：基於SP-10的曳光彈

據有關專家所指，SP-11和SP-12兩種彈藥的威力分別高於9×18毫米馬卡羅夫1.5—2倍以上。

## 衍生型
- SR-2“希瑟”：第一代的原型槍，目前已停產
- SR-2M“希瑟”：改進型，前護木裝上了折疊式前握把，讓射手可以雙手握持武器
- SR-2MP“希瑟”：最新改進型

## 使用國
- 白俄羅斯
  - 白俄羅斯國家安全委員會[2]
- 俄羅斯
  - 俄羅斯聯邦安全局
  - 俄羅斯聯邦警衛局
  - 俄羅斯聯邦武裝力量總參謀部情報總局
  - 俄羅斯聯邦武裝力量特種作戰部隊
  - 俄羅斯聯邦國家近衛軍

## 流行文化

### 电影
- 2012年—：型號為SR-2M，裝上反射式瞄準鏡並且由地下實驗室武裝警衛所使用。

### 电子游戏
- 2008年—《戰地之王》：型號為SR-2M，以30發彈匣供彈，被歸類為冲锋枪，有穿甲效果，可使用EOTECH全息瞄準鏡或M68 Aimpoint紅點鏡。
- 2010年—：型號為SR-2M，取消前握把，預告中曾命名為「SMG-2」，其後改回。可選擇裝上槍托、雷射瞄準器和反射式瞄準鏡，被歸類為冲锋手枪。
- 2012年—《战争前线》：型號為SR-2M，命名为“SR-2 Veresk”，造型上翻出了前握把，以30發彈匣供彈，为工程兵专用武器，K点购买，可以改装枪口配件（通用消音器、冲锋枪消音器、冲锋枪制退器、冲锋枪刺刀）以及瞄准镜（EOTECH 553全息瞄准镜、绿点全息瞄准镜、红点瞄准镜、冲锋枪普通瞄准镜、冲锋枪高级瞄准镜、冲锋枪专家瞄准镜），视为自带前握把。
- 2013年—：资料片「海軍風暴」（Naval Strike）武器之一。只在聯機模式中登場。命名為「SR-2」（中文版則命名為「SR-2衝鋒槍」），發射9×21毫米“鈍頭蝮蛇”（英语：9×21mm Gyurza）子彈，造型上裝有前握把，載彈量30+1發。多人聯機模式時為「工程兵」（Engineer）的解鎖武器包武器之一，於完成小任務「威力不小」（摧毀20艘船）時解鎖，被歸類為個人防衛武器，並可以使用眼鏡蛇、雷射瞄準器、制動器、PK-A（放大3.4倍）、手電筒、防火帽、PKA-S、PBS-4消音器、PSO-1（放大4倍）、斜視金屬瞄準器、重型槍管以及六件戰鬥包附件（FLIR（紅外線放大2倍）、稜鏡（放大3.4倍）、JGM-4（放大4倍）、土狼、消焰器、綠點雷射瞄準器、紅外線夜視鏡（紅外線放大1倍）、LS06消音器、M145（放大3.4倍）、雷射／燈光組合、R2消音器、戰術燈、三光束雷射、HD-33、ACOG（放大4倍）、全像、反射式、消音器當中之六）。

## 圖集

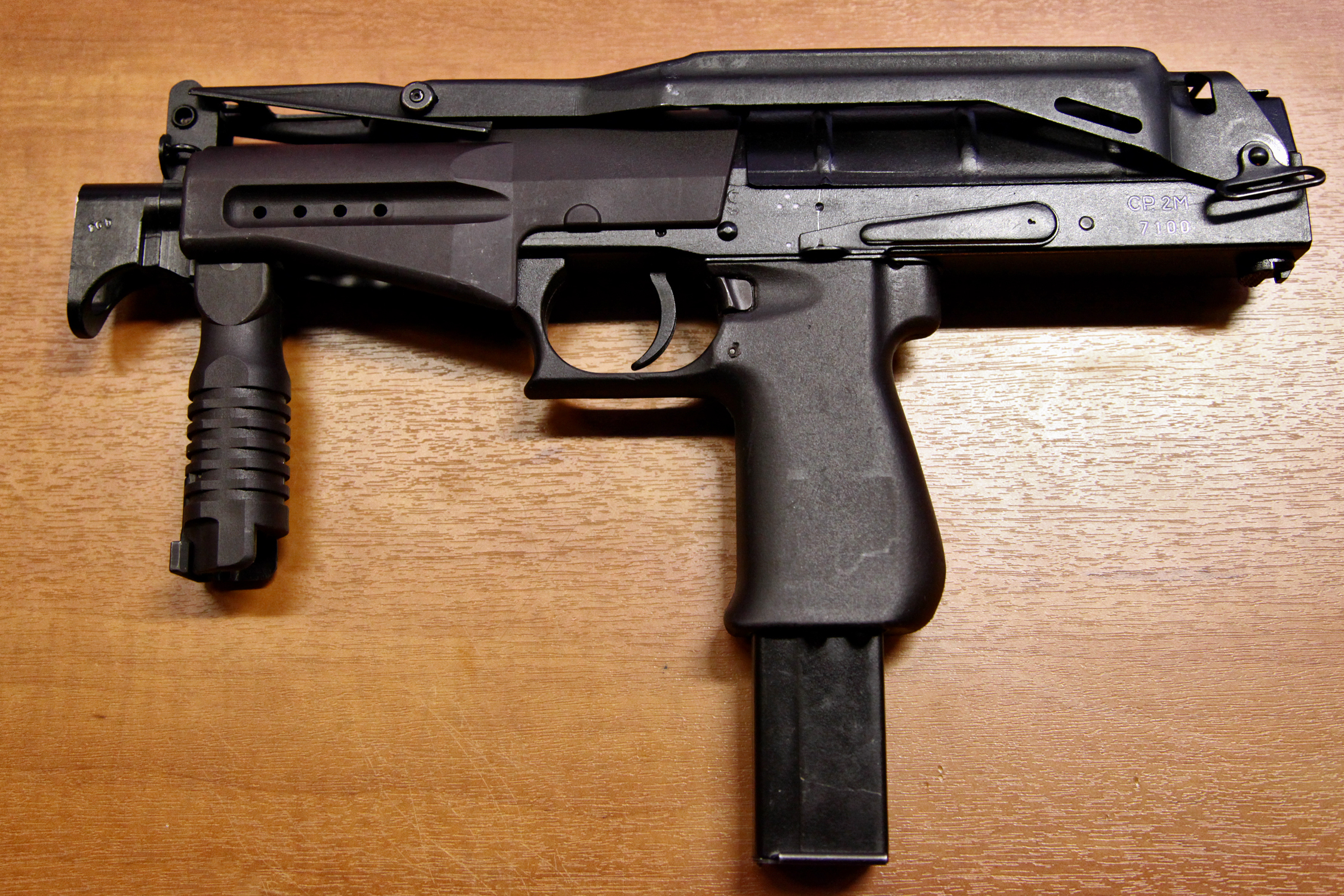
SR-2M冲锋枪（左視圖）
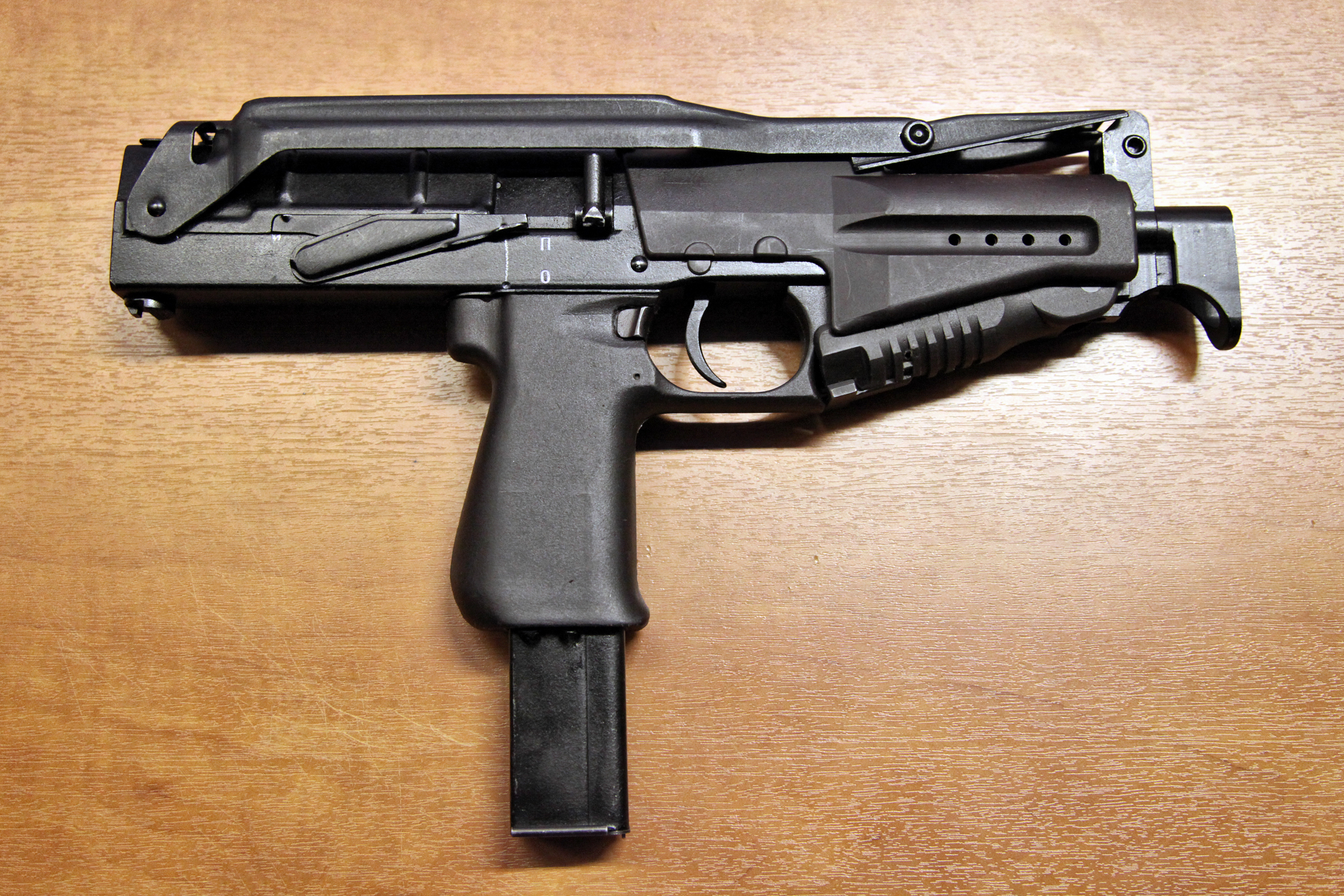
SR-2M冲锋枪（右視圖）
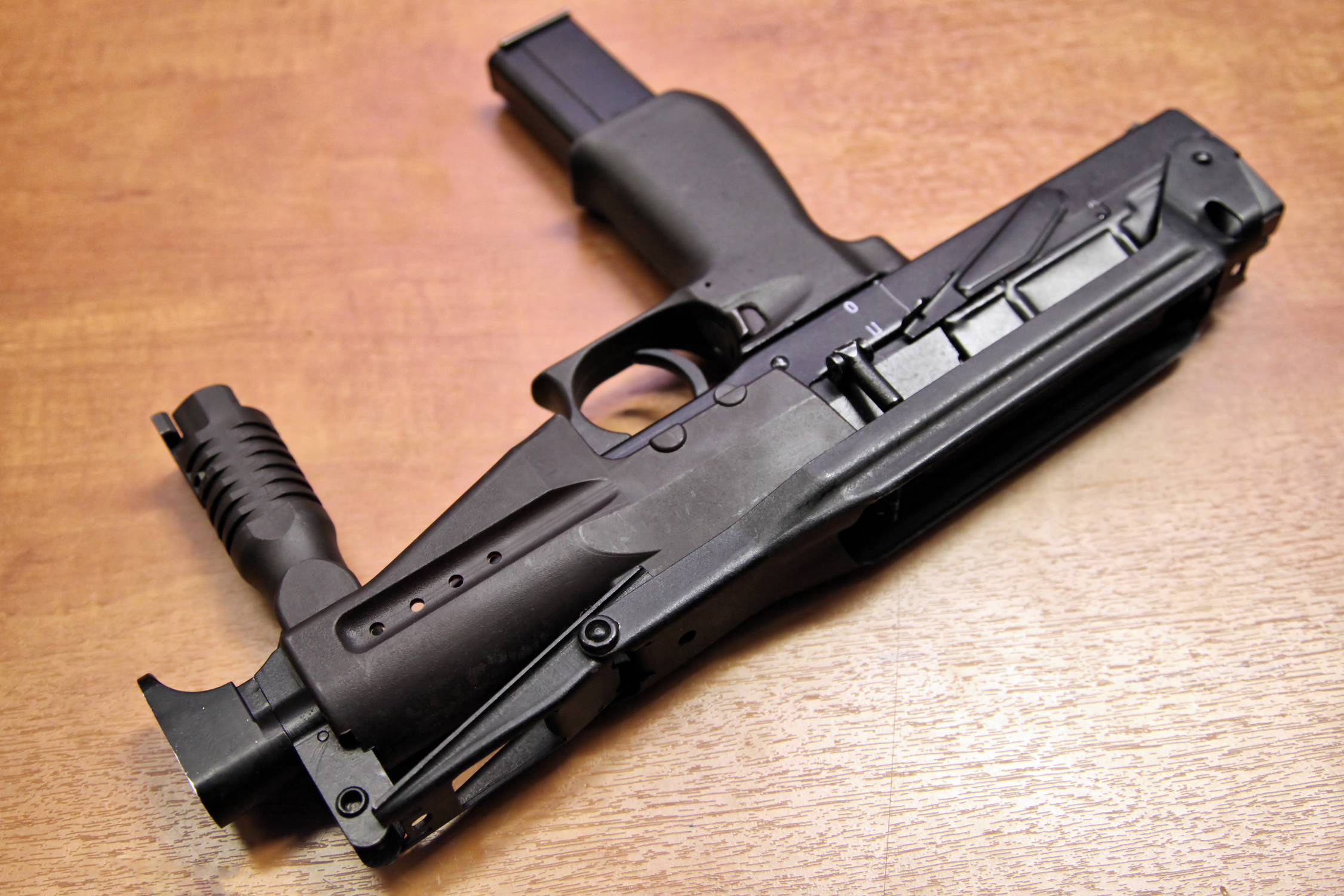
SR-2M冲锋枪（左視圖）
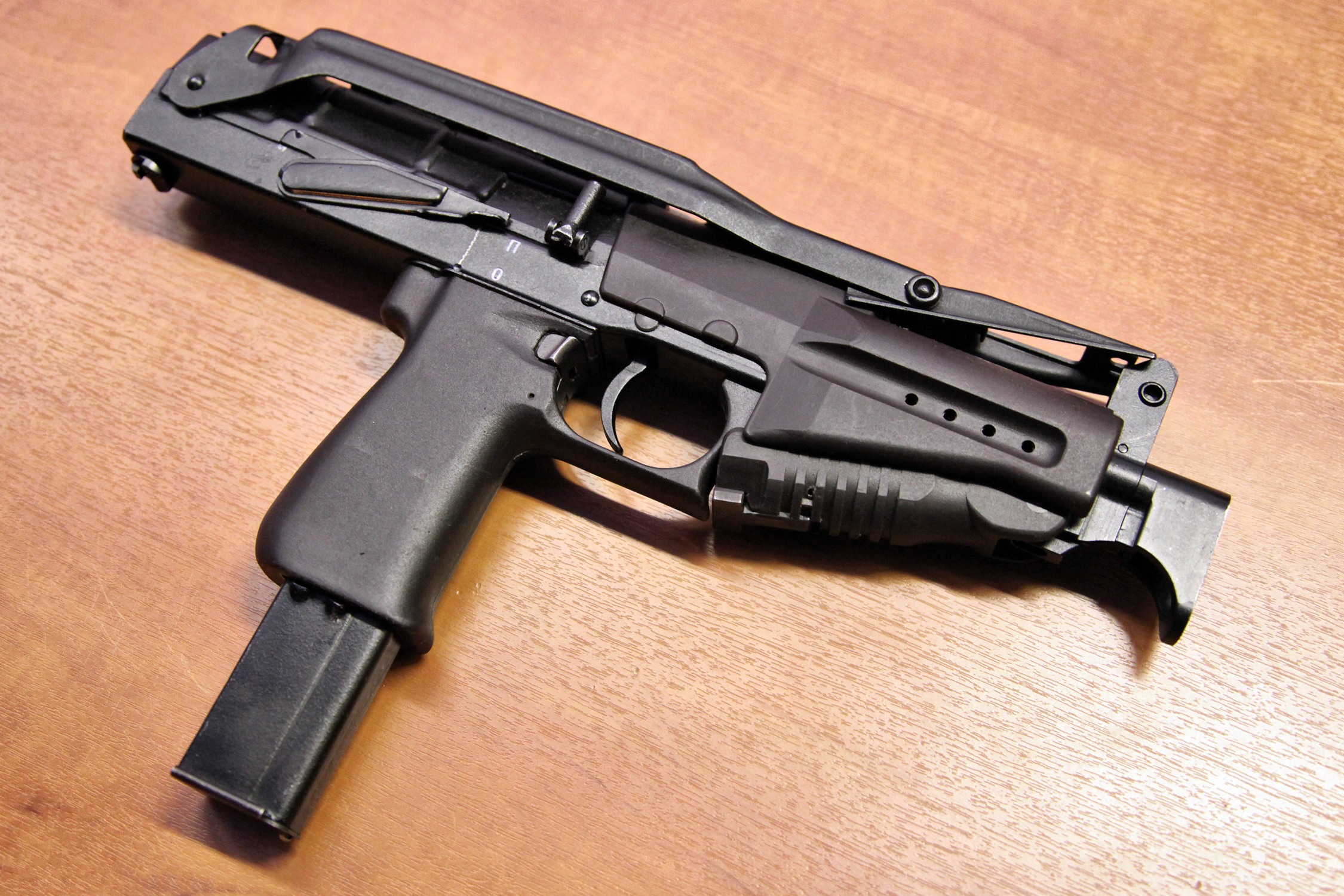
SR-2M冲锋枪（右視圖）
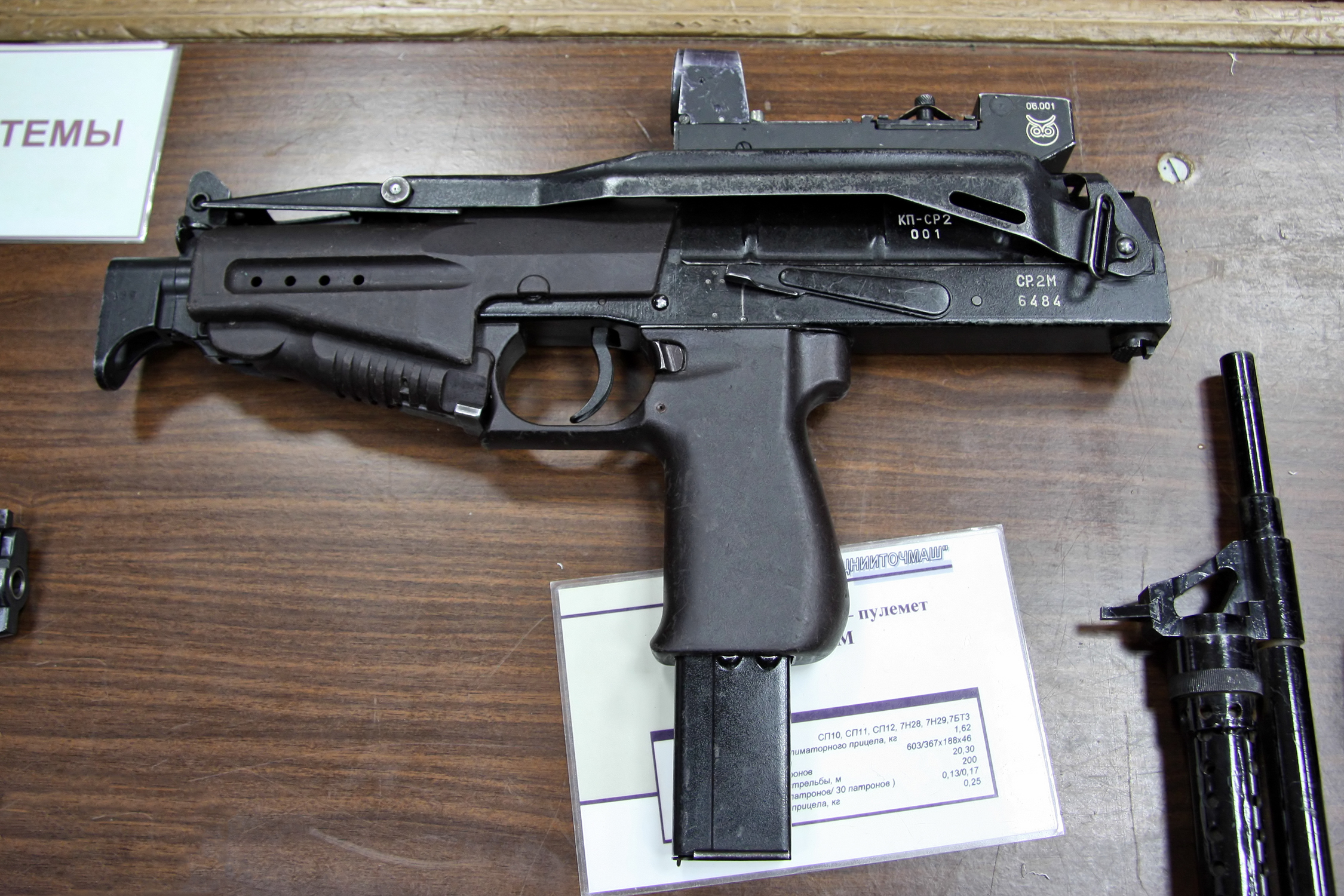
裝上KP SR-2紅點鏡（反射式瞄準鏡）的SR-2M冲锋枪（左視圖，縮起槍托）
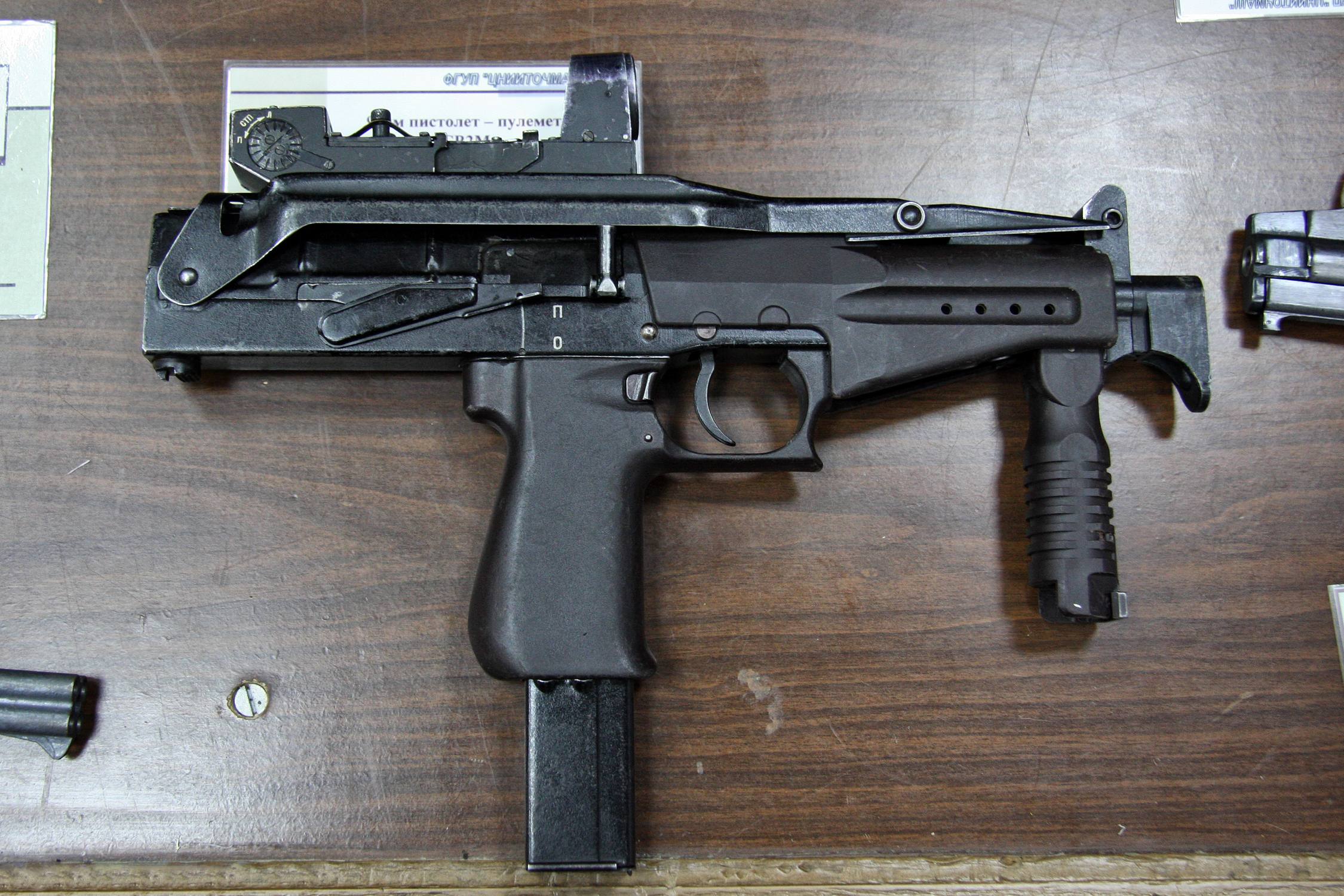
裝上KP SR-2紅點鏡（反射式瞄準鏡）的SR-2M冲锋枪（右視圖，縮起槍托）
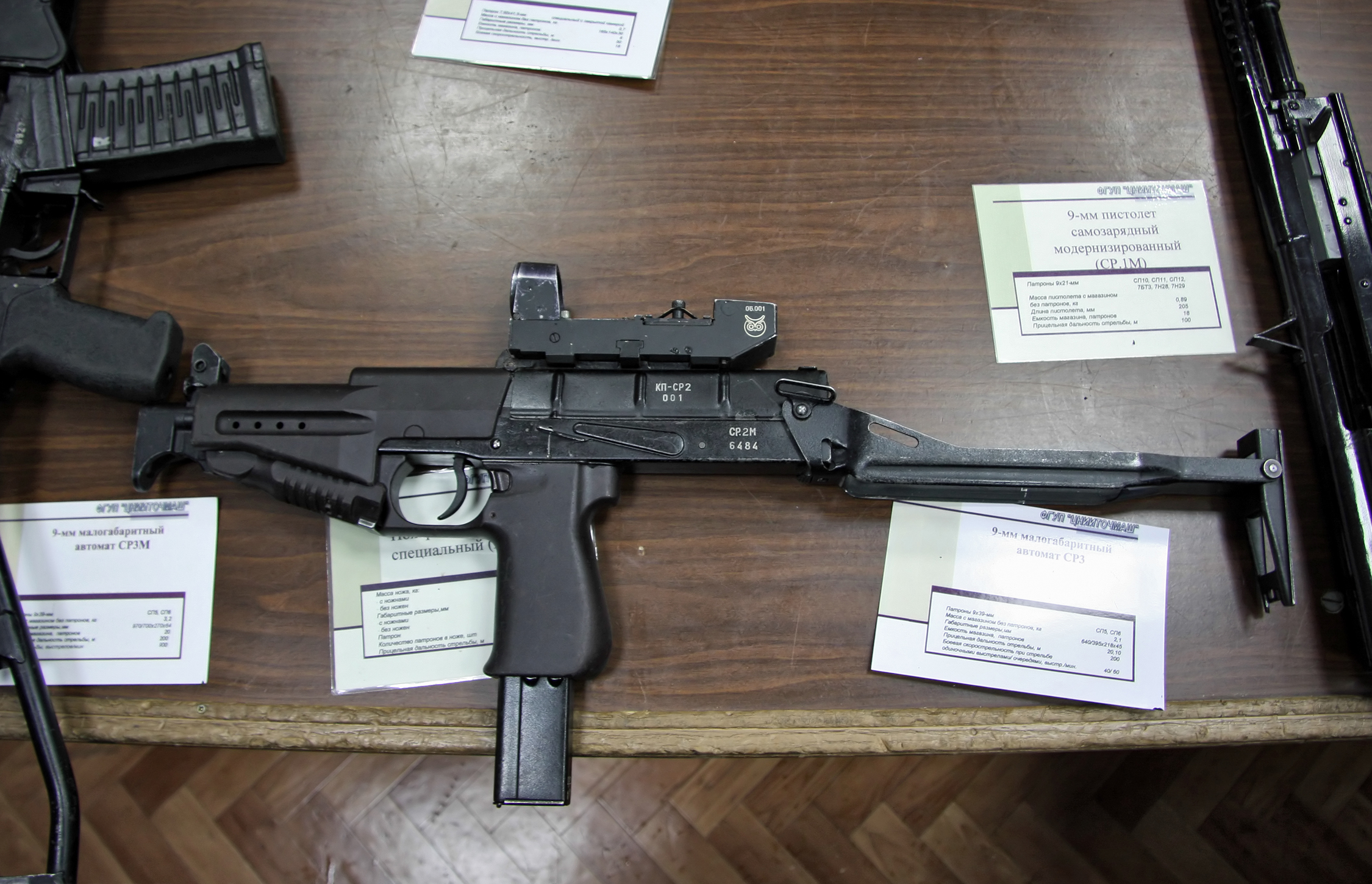
裝上KP SR-2紅點鏡（反射式瞄準鏡）的SR-2M冲锋枪（左視圖，展開槍托）
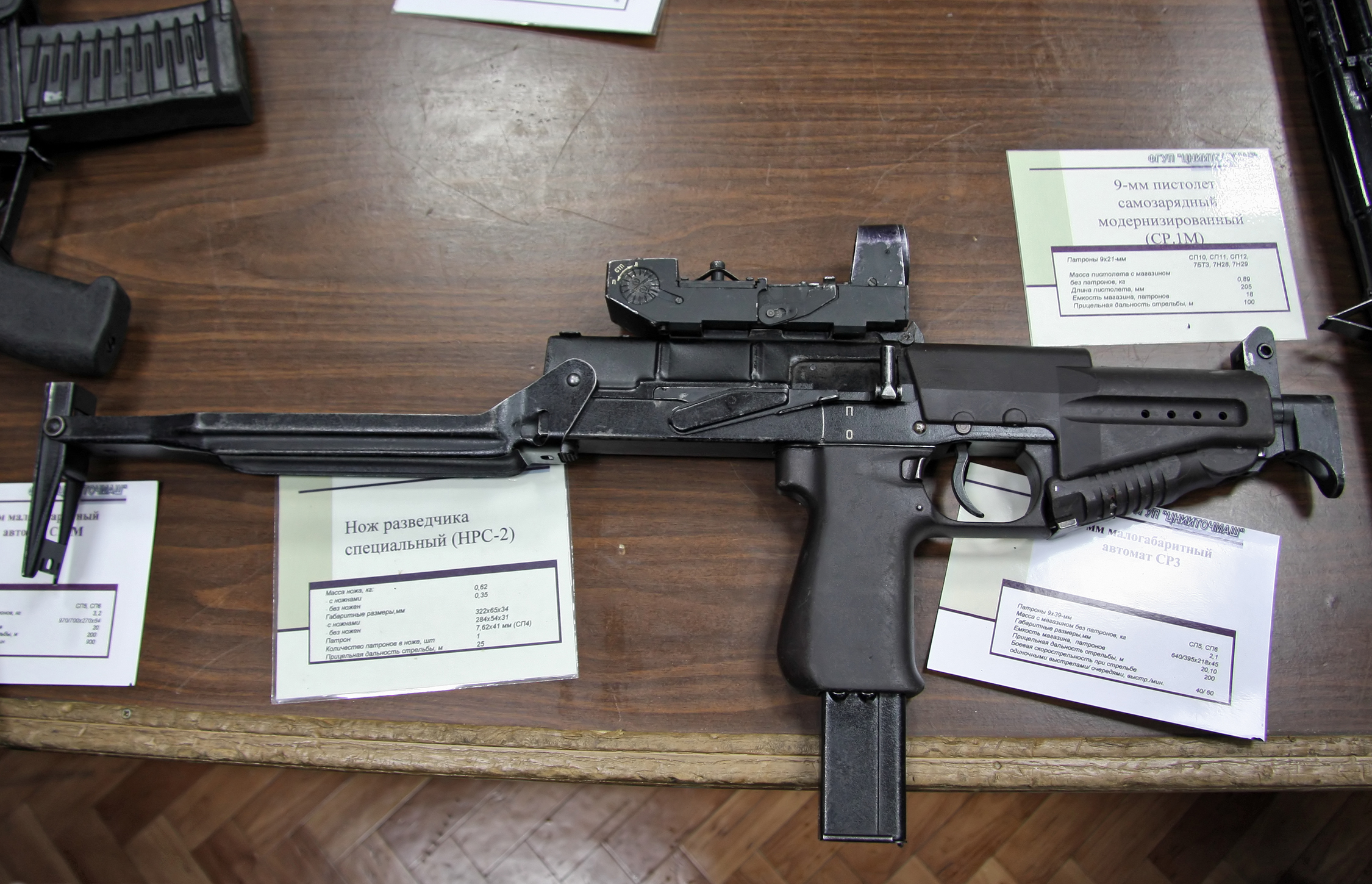
裝上KP SR-2紅點鏡（反射式瞄準鏡）的SR-2M冲锋枪（右視圖，展開槍托）
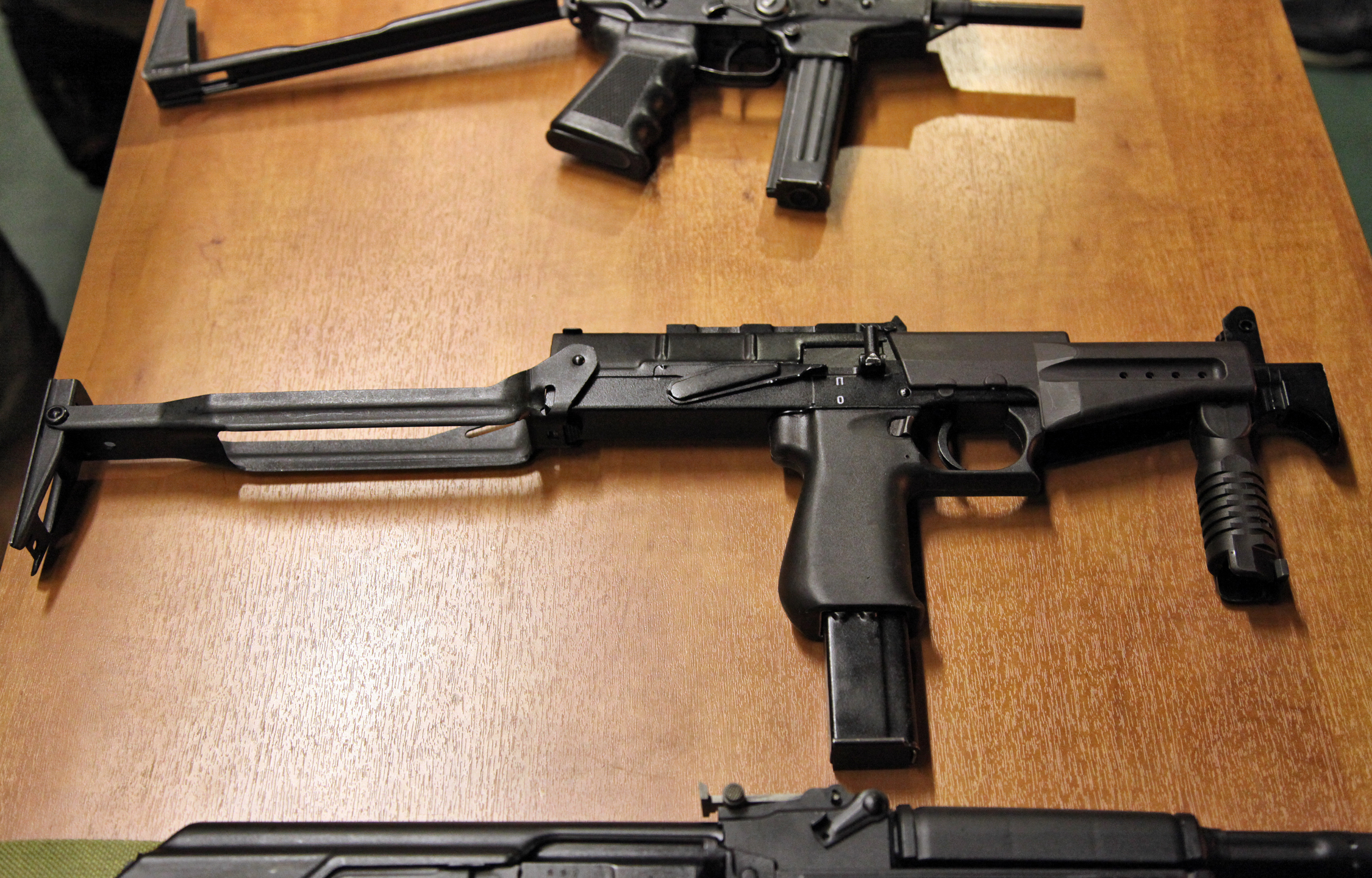
展開槍托和前握把的SR-2M冲锋枪
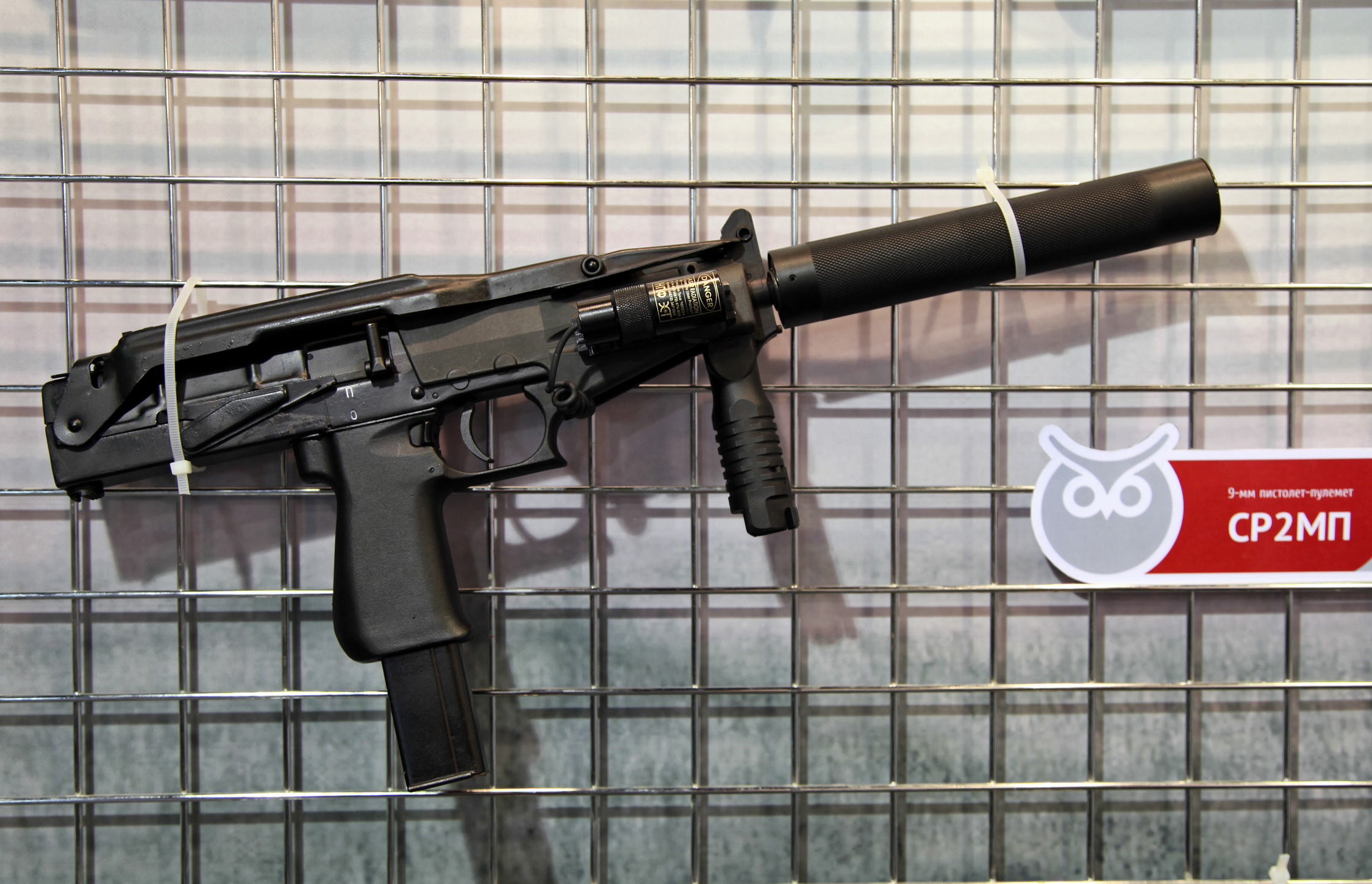
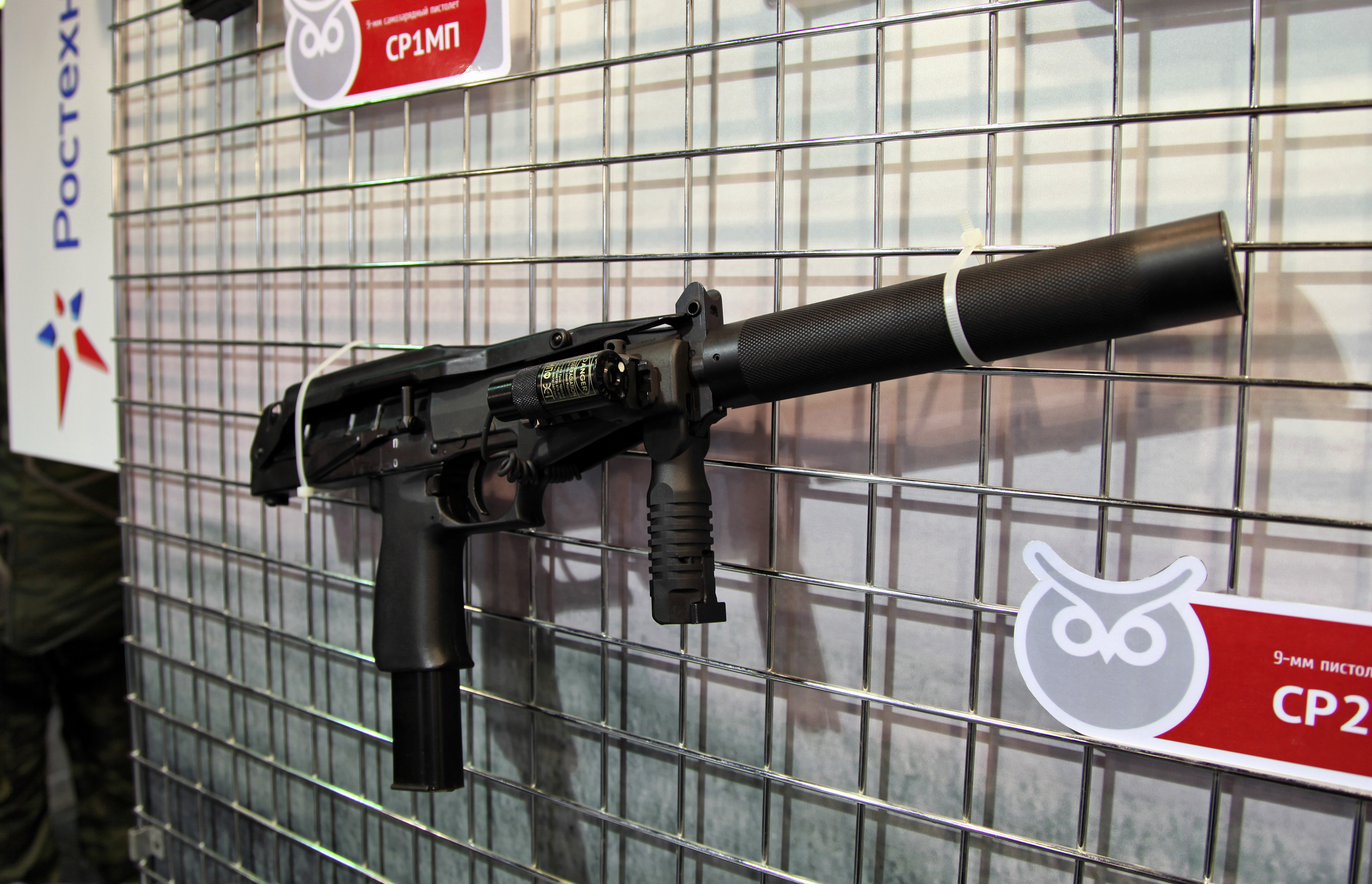
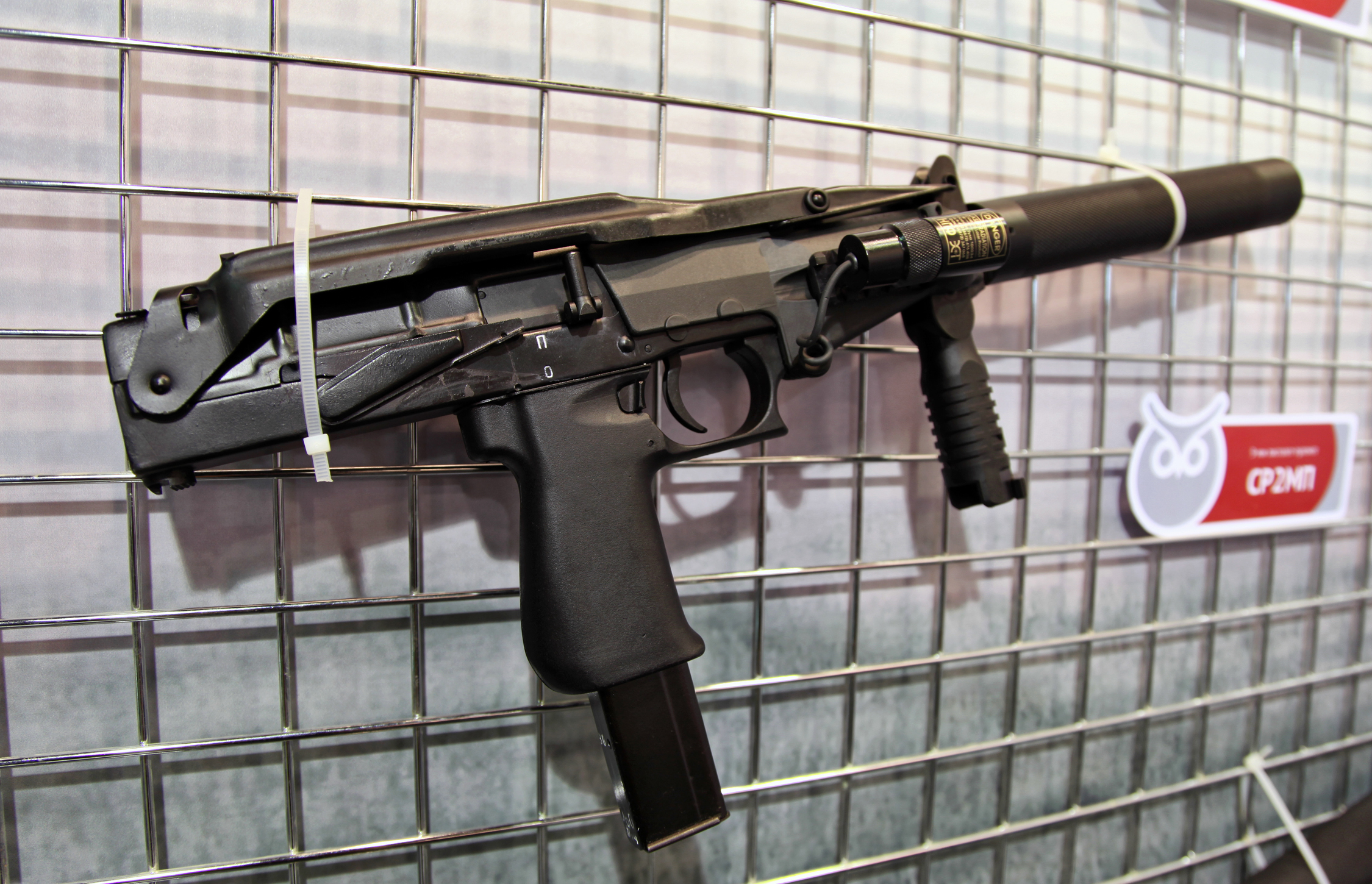

## 資料來源
1. ↑  .   [2013-06-16]. （原始内容存档于2016-08-12）.
2. ↑  .   [2014-10-21]. （原始内容存档于2016-05-22）.

## 外部連結
- （俄文）—ЦНИИТОЧМАШ, официальный сайт предприятия－Пистолет-пулемёт СР-2М "Вереск"
- （英文）—Modern Firearms—SR-2 Veresk submachine gun（页面存档备份，存于）
- （英文）—Weapon.ge—SR-2 "Veresk" （页面存档备份，存于）
- （英文）—Zonawar.ru—SR.2 and SR.2M «Veresk» submachine guns
- （英文）—The Firearm Blog.com—
  - Kalashnikov Concern, Tula, TsNIITochMash at IDEX（页面存档备份，存于）
  - Small Arms in the Russian News（页面存档备份，存于）
- （英文）—Tactical-Life.com—10 Russian SMGs Built For Close Quarters Combat（页面存档备份，存于）
- （英文）—weaponsystems.net—SR-2 Veresk（页面存档备份，存于）
- （俄文）—Gewehr.ru:"Вереск" (СР-2, СР-2M)
- （俄文）—Пистолет-пулемет СР.2 «Вереск»（页面存档备份，存于）
- （俄文）—Пистолет-пулемёт "Вереск" (СР-2, СР-2М)（页面存档备份，存于）
- （简体中文）—D Boy Gun World（槍炮世界）—SR-2冲锋枪（页面存档备份，存于）